# Bartolomé Robert
Bartolomé Robert y Yarzábal (Tampico, 20 de octubre de 1842-Barcelona, 10 de abril de 1902), también conocido como Doctor Robert, fue un médico y político de ideología nacionalista catalana, diputado a Cortes, alcalde de Barcelona y dirigente de la Liga Regionalista.

## Biografía
Nacido el 20 de octubre de 1842 en la ciudad mexicana de Tampico, Bartolomé Francisco Manuel Robert y Yarzábal fue bautizado el 16 de enero de 1843. Su padre había nacido en Campeche y su madre era una mujer de Pasajes que había ido a vivir al país americano. 
En 1863 se licencia en Medicina en la Universidad de Barcelona. En 1869 pasa a ser médico titular del Hospital de la Santa Cruz y en 1875 gana la cátedra de Patología Interna en la Universidad de Barcelona. Presidió la Academia y el Laboratorio de Ciencias Médicas e intervino en el traslado de la Facultad de Medicina y del Hospital de Sant Pau.

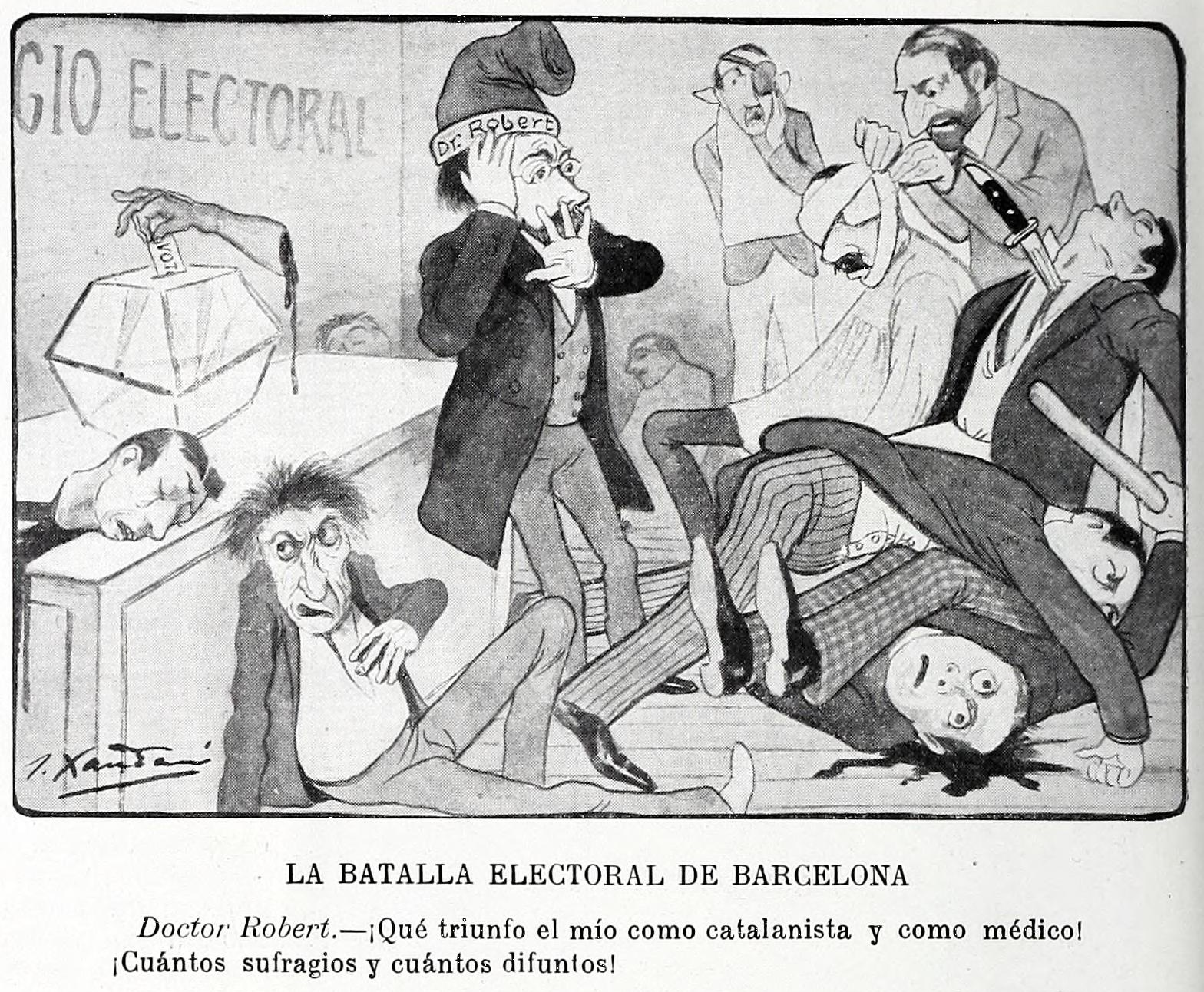
La batalla electoral de Barcelona, por Joaquín Xaudaró (1901).

Admirador de la música wagneriana, fue miembro de la delegación española del Patronato del Festival de Bayreuth, al que se desplazó varias temporadas.
En 1899, una conferencia impartida por Robert sobre «La raza catalana», en la que formulaba comparaciones sobre la capacidad craneal de los catalanes y la de otros territorios de España, causó polémica.
El 14 de marzo de 1899 fue designado por el nuevo gobierno, en nombre del rey, alcalde de Barcelona. Desde el cargo emprendió una depuración del censo electoral de la ciudad —contra las prácticas del caciquismo— y encabezó el cierre de cajas, nombre por el que se conoció la protesta de los comerciantes contra la ley del Gabinete de Francisco Silvela y su ministro de Hacienda, Raimundo Fernández Villaverde. Presentó su dimisión el 12 de octubre de 1899.
Fue presidente de la Liga Regionalista desde su fundación en 1901; obtuvo un escaño de diputado a Cortes por Barcelona en las elecciones parlamentarias de ese mismo año.
Falleció el 10 de abril de 1902, en el restaurante Pince.

## Reconocimientos
- Monumento al Doctor Robert en la plaza de Tetuán de Barcelona.
- Busto en la Casa de la Convalecencia, de Barcelona.
- Calle "Bartomeu Robert" en Mollet del Vallés, antes nombrada "Doctor Robert".
- Plaza "Doctor Robert" en Camprodón, provincia de Gerona.
- Plaza del Ayuntamiento de Sitges, monumento al Dr. Robert.
- Plaza "Doctor Robert" en San Felíu de Codinas, provincia de Barcelona.
- Plaza "Doctor Robert" en Tarrasa, provincia de Barcelona.
- Plaza "Doctor Robert" en Sabadell, provincia de Barcelona.